# Aurora X-65 CRANE
Aurora X-65 Control of Revolutionary Aircraft with Novel Effectors (CRANE) je bezpilotní demonstrátor, který je vyvíjen společností Aurora Flight Sciences, která je součástí společnosti Boeing. X-65 CRANE je program, který spadá pod organizaci DARPA. Demonstrátor programu CRANE má být zaměřen na ověření technologií pro aktivní řízení proudění (AFC). Tato technologie se zaměřuje na proudění vzduchu okolo letadla nebo jeho částí. Letoun by díky tomu měl mimo jiné zvládnout manévrovat bez použití pohyblivých řídících ploch. Očekávaný přínos, který technologie pro AFC nabízí je lepší manévrovatelnost a díky možnosti opustit od klasických řídících ploch také snížení radarové odrazové plochy a tím i lepší vlastnosti stealth.

## Vývoj
Vývoj letounu začal roku 2019 pod vedením programového manažera Alexandra M.G. Walana. Fáze 0 zaměřená na koncepční práce  návrhu letounu CRANE má počátek ve 3. kvartále fiskálního roku 2020. O rok později přešly práce na programu do fáze 1, která se zaměřuje na vyladění konceptu a testování komponent. Vyhodnocení systémových požadavků a předběžné vyhodnocení návrhu řešení. Této fáze se účastnily se svými návrhy společnosti Lockheed Martin a Aurora Flight Sciences. Aurora Flight Sciences získala za tento program v prosinci 2022 89 miliónů USD. 2. fáze programu CRANE byla zahájena v lednu 2023. Touto částí programu CRANE byla pověřena společnost Aurora Flight Sciences, která během ní má vyvinout software a ovládací prvky pro demonstrátor. Třetí fáze programu by měla zahrnovat lety s bezpilotním demonstrátorem s očekávanou hmotností 7 000 liber (3 175 kg)
Programu CRANE bylo v roce 2023 přiděleno označení X-65.